# Groupe républicain populaire (chambre basse)
Pour les articles homonymes, voir Groupe républicain populaire.
 (mai 2025).
Le groupe républicain populaire  est un ancien rassemblement parlementaire français ayant existé dans les chambres basses du Parlement entre 1945 et 1962.

## Effectifs depuis 1945
| Date          | Nom                                                                                   | Membres | Apparentés | Total | Évolution | %     |
| ------------- | ------------------------------------------------------------------------------------- | ------- | ---------- | ----- | --------- | ----- |
| 1945          | Groupe du Mouvement républicain populaire                                             | 150     | 0          | 150   | —         | 25,59 |
| juin 1946     | Groupe du Mouvement républicain populaire                                             | 164     | 2          | 166   | 16        | 28,32 |
| novembre 1946 | Groupe du Mouvement républicain populaire et républicain d'action paysanne et sociale | 170     | 3          | 173   | 7         | 27,99 |
| 1951          | Groupe du Mouvement républicain populaire et des indépendants d'outre-mer             | 91      | 3          | 94    | 79        | 15,01 |
| 1956          | Groupe du Mouvement républicain populaire et des indépendants d'outre-mer             | 80      | 3          | 83    | 11        | 13,97 |
| 1958          | Groupe des républicains populaires et du centre démocratique                          | 49      | 15         | 64    | 19        | 11,11 |
| 1962          | Centre démocratique                                                                   | 51      | 4          | 55    | 9         | 11,41 |

## Organisation

### Présidents
| Législatures                                       | Président                          | Appartenance | Circonscription                                    | Période             |
| -------------------------------------------------- | ---------------------------------- | ------------ | -------------------------------------------------- | ------------------- |
|                                                    |                                    |              |                                                    |                     |
| Gouvernement provisoire de la République française |                                    |              |                                                    |                     |
| Ire Assemblée nationale constituante (1945-1946)   | Maurice Schumann                   | MRP          | 2e du Nord                                         | 1945-1946           |
| IIe Assemblée nationale constituante (1946)        | Robert Lecourt François de Menthon | MRP          | Seine Haute-Savoie                                 |                     |
| Quatrième République                               |                                    |              |                                                    |                     |
| Ire législature (1946-1951)                        | Robert Lecourt François de Menthon | MRP          | 2e de la Seine Haute-Savoie                        | 1946-1948 1948-1951 |
| IIe législature (1951-1955)                        | François de Menthon Robert Lecourt | MRP          | Haute-Savoie 2e de la Seine                        | 1951-1952 1952-1955 |
| IIIe législature (1956-1958)                       | Robert Lecourt Édouard Moisan      | MRP          | 2e de la Seine Loire-Inférieure                    | 1956-1957 1957-1958 |
| Cinquième République                               |                                    |              |                                                    |                     |
| Ire législature (1958-1962)                        | Charles Bosson Henri Dorey         | MRP          | 1re de la Haute-Savoie 2e du Territoire de Belfort | 1958-1960 1960-1962 |
| IIe législature (1962-1967)                        | Pierre Pflimlin Pierre Abelin      | MRP          | 8e du Bas-Rhin 2e de la Vienne                     | 1962-1963 1963-1967 |

## Membres
| Législatures                                       | Membres | Apparentés | Total | % de députés |
| -------------------------------------------------- | ------- | ---------- | ----- | ------------ |
|                                                    |         |            |       |              |
| Gouvernement provisoire de la République française |         |            |       |              |
| Ire Assemblée nationale constituante (1945-1946)   | 150     | 0          | 150   | 25,59        |
| IIe Assemblée nationale constituante (1946)        | 164     | 2          | 166   | 28,32        |
| Quatrième République                               |         |            |       |              |
| Ire législature (1946-1951)                        | 170     | 3          | 173   | 27,99        |
| IIe législature (1951-1955)                        | 91      | 3          | 94    | 15,01        |
| IIIe législature (1956-1958)                       | 80      | 3          | 83    | 13,97        |
| Cinquième République                               |         |            |       |              |
| Ire législature (1958-1962)                        | 49      | 15         | 64    | 11,11        |
| IIe législature (1962-1967)                        | 51      | 4          | 55    | 11,41        |

### Répartition partisane

#### 1962-1967
| Parti | Parti                                             | Députés |
| ----- | ------------------------------------------------- | ------- |
|       | Mouvement républicain populaire                   | 37      |
|       | Centre national des indépendants et paysans       | 7       |
|       | Modérés                                           | 4       |
|       | Union démocratique et socialiste de la Résistance | 2       |
|       | Here ai'a                                         | 1       |
|       | Union calédonienne                                | 1       |
| Total | Total                                             | 52      |